# N-Hydroxymaleinimid
N-Hydroxymaleinimid ist ein ungesättigtes cyclisches Imid, dessen Stickstoffatom eine Hydroxygruppe trägt. Wie im Maleinimid und in N-Alkyl- und N-Arylmaleinimiden bewirken die beiden der Doppelbindung benachbarten Carbonylgruppen einen stark elektronenziehenden Effekt, wodurch auch N-Hydroxymaleinimid zu einem sehr reaktiven Dienophil in Diels-Alder-Reaktionen wird.

## Herstellung
Frühere Synthesen von N-Hydroxymaleinimid nutzen auch die Diels-Alder-Reaktion der Ausgangsverbindung Maleinsäureanhydrid mit Furan zum Diels-Alder-Addukt exo-3,6-Epoxy-1,2,3,6-tetrahydrophthalsäureanhydrid zur Einführung einer Schutzgruppe für die aktivierte Doppelbindung im Maleinsäureanhydrid.
Nach Umsetzung des primären Addukts mit Hydroxylamin wird die reaktive N-Hydroxygruppe mit Phenylchloroformat umgesetzt und so mit der Phenyloxycarbonyl-Schutzgruppe versehen.  Zunächst wird durch Erhitzen bei Temperaturen unterhalb 170 °C in einer Retro-Diels-Alder-Reaktion Furan abgespalten, bei weiterer Temperaturerhöhung erfolgt auch die Abtrennung der Phenyloxycarbonylgruppe und das Zielprodukt N-Hydroxymaleinimid fällt in geringen Gesamtausbeuten von ca. 12 % an.
Eine Variante nutzt die Trimethylsilylgruppe aus dem Reagenz 1,2-Bis(trimethylsilyl)harnstoff als Schutzgruppe für die N-Hydroxygruppe, die hydrolytisch abgespalten werden kann.
Über die erhaltenen Reinheiten des Endprodukts werden in beiden Veröffentlichungen keine Angaben gemacht.
Der naheliegende Syntheseweg zum N-Hydroxymaleimid, ausgehend von Maleinsäureanhydrid und Hydroxylamin, führt in der ersten Stufe zur Maleinmonohydroxamsäure, die mit wasserentziehenden Mitteln, wie z. B. Acetanhydrid oder POCl3 nicht zum N-Hydroxymaleimid cyclisiert werden konnte.

## Eigenschaften
N-Hydroxymaleinimid fällt bei der Synthese als hellgelber bis brauner Feststoff an, der als hygroskopisch, korrosiv, sowie luft- und feuchtigkeitsempfindlich beschrieben ist. Nach Umkristallisation aus n-Hexan-THF wird es als weiße, kristalline Substanz erhalten.
Die Substanz reagiert in wässriger Lösung sauer, da die beiden Carbonylgruppen im N-Hydroxymaleimid-Molekül das Wasserstoffatom der N-Hydroxygruppe  aktivieren. Die Aktivierung der Doppelbindung führt wiederum zu leichter Addition von Nucleophilen, wie z. B. Amino- und insbesondere Thiolgruppen.

## Anwendungen
N-Hydroxymaleinimid wurde als Dienophil zur Synthese der ersten Stufe neuer Anxiolytika und Antidepressiva eingesetzt.
Die Neigung von N-Hydroxymaleinimid zu Diels-Alder-Reaktionen mit Furanen lässt sich auch zum Aufbau thermisch reversibel vernetzter Polymere nutzen, z. B. zur reversiblen Verkapselung elektronischer Komponenten.
Die Acidität der N-Hydroxygruppe kann man sich zum Aufbau von vernetzten Organosiloxanen, bei denen ein Zusatz von N-Hydroxymaleinimid die Vernetzung bei Raumtemperatur verlangsamt.
Die hohe Acidität zusammen mit der ausgeprägten thermischen Stabilität der N-Hydroxymaleinimid-Strukturen machen diese zu interessanten Ausgangsmaterialien für polymere Photoresists mit hoher Auflösung und der Möglichkeit der Entwicklung mit wässrig-alkalischer Medien.
Allerdings lässt sich N-Hydroxymaleinimid als 1,2-disubstituiertes Ethylen mit einem aktivierten Wasserstoff an der N-Hydroxygruppe radikalisch nicht zu Homopolymeren mit höheren Molmassen polymerisieren.
Von mehreren untersuchten Schutzgruppen an der aciden N-Hydroxygruppe hat sich insbesondere die Isopropyloxycarbonyl-Gruppe bewährt. Die geschützten N-Hydroxymaleimide können mit AIBN in 1,4-Dioxan-Lösung radikalisch zu Homopolymeren und Copolymeren mit z. B. Styrol mit brauchbaren Molmassen (Mn>10,000) polymerisiert werden.
Die Isopropyloxycarbonyl-Schutzgruppe lässt thermolytisch bei 205 °C abspalten, wobei Poly-N-Hydroxymaleimid entsteht, das sich in Methanol, und wässrig-alkalischen Medien löst, aber in vielen organischen Lösungsmitteln unlöslich ist. Copolymere mit dem N-Hydroxymaleimid-Monomer besitzen außerordentlich hohe Glasübergangstemperaturen von 240 °C und sind in basischen Medien löslich, was auf ihre Eignung als Photoresistmaterialien schließen lässt.
N-Hydromaleinimid ist das Ausgangsmaterial zur Herstellung so genanntem polymerem N-Hydroxysuccinimid, d. h. zur Gewinnung fester Träger für Aktivester zur Peptidsynthese. Ein Weg geht aus von durch Blanc-Reaktion gewonnenem chlormethyliertem Polystyrol, das mit Thioharnstoff und anschließender alkalischer Hydrolyse des entstandenen Isothioharnstoffs zum entsprechenden Thiol reagiert. Die Thiolgruppe addiert leicht an die aktivierte Doppelbindung des N-Hydroxymaleimids zum über eine Thioetherfunktion polymerfixierten H-Hydroxysuccinimid.
Ein völlig anderer Weg führt über die Diels-Alder-Vorstufe des N-Hydroxymaleinimids (chemisch korrekt: exo-N-Hydroxy-7-oxabicyclo[2.2.1]hept-5-en-2,3-dicarboximid), die mithilfe von Carbodiimiden, wie z. B. Diisopropylcarbodiimid zur glatten Umsetzung mit Carbonsäuren aktiviert werden kann. Die entstehenden Aktivester können mit Grubbs-Katalysatoren und einem bifunktionellen Vernetzer durch ring-öffnende Metathese-Polymerisation (ROMP) zu unlöslichen Polymeren umgesetzt werden, die mit primären und sekundären Aminoverbindungen unter schonenden Bedingungen in hohen Ausbeuten zu Amiden reagieren.
Das polymere N-Hydroxysuccinimid kann durch einfache Filtration zurückgewonnen werden.
Diese Route erlaubt auch die Herstellung von polymerfixierten aktivierten Mosher-Estern aus Mosher-Säure, mit denen chirale Amine in die diastereomeren Amide überführt werden, an denen ohne vorhergehende aufwendige Reinigung mittels 1H-NMR-Spektroskopie der Enantiomerenüberschuss stereospezifischer Reaktionen bestimmt werden kann.